# Alphonse Outters
Alphonse Outters,  né le 13 juin 1849 à Hondschoote (Nord) et mort en fuite est un homme politique français.

## Biographie
Conseiller général du canton de Steenvoorde, il se présente à la députation, comme candidat républicain, le 21 août 1881, dans la 1re circonscription d'Hazebrouck : « Je siégerai, disait-il dans sa profession de foi, étant votre élu, parmi les hommes modérés de la Chambre, au centre gauche. » Il est élu député par 6 632 voix (12 865 votants, 15 129 inscrits), contre 6 139 à Alexis de La Grange, monarchiste, député sortant. M. Outters siège à gauche. Après son échec au renouvellement de 1885, il ne se représente pas en 1889.
Il est cependant candidat aux législatives de 1893, mais est battu par l'abbé Lemire avec 5 660 voix contre 6 748.
À la suite de malversations commises dans ses fonctions de notaire, il décide de s'enfuir. Sa fuite semble le mener au Val d'Aoste puis à Florence.